# رامبوس
رامبوس (انگلیسی: Rambus) شرکت الکترونیک آمریکایی است، که در سال ۱۹۹۰ تأسیس شد.